# Луций Цезоний Овиний Руфин Манилий Бас
Луций Цезоний Овиний Руфин Манилий Бас или Руфиний (на латински: Lucius Caesonius Ovinius Rufinus Manilius Bassus (Rufinius); * ок. 250; † ок. 285) e политик на Римската империя. През 280 г. той е суфектконсул.

## Биография
Произлиза от фамилията Цезонии. Син е на Гай Цезоний Мацер Руфин (* 170; † 230) и съпругата му Манилия Луцила (* 180). По бащина линия е внук на Гай Цезоний (* 130), а по майчина – на Тиберий Манилий Фуск (* 160; † 225) и съпругата му Флавия Полита (* 165; † 204), дъщеря на Флавий Руфиниан (* 140; † 190/203) и съпругата му Антония Калисто (* 150).
Той е баща на Цезония Манилия (* 275 г.), съпруга на Амний Аниций Юлиан (консул 322 г.). Баща е вероятно и на Цезоний Бас, който е консул през 317 г.
Луций Цезоний е дядо на Амний Маний Цезоний Никомах Аниций Павлин (консул 334 г.) и прадядо на Аниций Авхений Бас, който става praefectus urbi на Рим през 382 – 383 г.